# Tijdreizen
Tijdreizen is een begrip uit sciencefiction en doelt op reizen naar de toekomst of het verleden.

## Reizen naar de toekomst
Men zou kunnen zeggen dat "reizen naar de toekomst" de normale gang van zaken is, namelijk het normaal voortschrijden van de tijd. Men doelt met deze uitdrukking echter meestal op een procedure die door de reiziger als minder lang wordt ervaren, en waarbij hij minder veroudert dan overeenkomstig de verstreken tijd in de wereld waarin hij terugkeert. Dit is naar huidige kennisstand inderdaad op twee manieren mogelijk: 
- door zich te laten invriezen (cryoniseren) zodat men in een verdere toekomst weer tot leven kan worden gewekt
- volgens de relativiteitstheorie, als men ook ruimtelijk reist

Het laatste is het verschijnsel van de tijddilatatie en de tweelingparadox: iemand die van een basis die met constante snelheid beweegt vertrekt en er weer terugkomt ervaart minder verstreken tijd dan de op de basis verstreken tijd. Hoe dichter de snelheid van de reiziger bij de lichtsnelheid komt, hoe groter het effect. Het is echter ook al meetbaar bij de atoomklok aan boord van gps-satellieten in een baan rond de aarde: het is experimenteel bevestigd dat deze trager loopt. Hoewel het effect uiterst klein is, worden deze atoomklokken na verloop van tijd opnieuw gekalibreerd met atoomklokken op aarde.
Van dit fenomeen merken we in het dagelijks leven echter niets, doordat het effect alleen groot is voor objecten die zich verplaatsen met een snelheid nabij die van het licht. Op die manier kan (in theorie) een waarnemer zijn tijd 'bevriezen' en zo op een later tijdstip terugkeren. Praktisch gesproken is dit soort tijdreizen echter veraf: de maximale snelheid van de huidige ruimteschepen is veel kleiner dan die van het licht. Het snelste voertuig dat ooit door mensen vervaardigd is, de Parker Solar Probe, haalt een snelheid van 163 km/s, het licht heeft een snelheid van ongeveer 300 000 km/s.

## Tijdreizen en natuurkunde
Tot nu toe is niet gebleken dat tijdreizen anders dan als boven genoemd mogelijk is.
Tijdreizen naar de toekomst zou in theorie mogelijk zijn met behulp van de volgende methoden:
- Reizen met een snelheid die de snelheid van het licht benadert (zie boven)
- Het gebruik van kosmische snaren[3]
- Wormgaten en warp-Alcubierre-aandrijving[4]
- Rond een zwart gat vliegen, de gravitatie is zo sterk dat de tijd in het ruimteschip vertraagt ten opzichte van de aarde. De reiziger die op Aarde terugkomt is in de toekomst beland.

In de moderne natuurkunde worden vaak gedachte-experimenten uitgevoerd over tijdreizen. Er bestaan modellen waarmee tijdreizen mogelijk zouden zijn, maar volledig ontwikkeld zijn deze niet. Er bestaat bovendien geen experimenteel bewijs dat deze modellen juist zouden zijn, terwijl een experimenteel bewijs de enige manier is in de natuurkunde om de juistheid van een theorie vast te stellen. Om deze modellen te testen, zou men een zwart gat of een wormgat moeten manipuleren om de tijd-ruimtestructuur te vervormen. Het praktische bezwaar hiertegen is dat men hier astronomische hoeveelheden energie voor nodig heeft (in de grootteorde van de jaarlijkse energieproductie van de zon), althans volgens de huidige stand van kennis. Wellicht zijn er nog andere methoden om dit te testen maar anno 2024 is hierover nog niets bekend. Natuurkundigen als Paul Davies en Kip Thorne denken ondanks deze moeilijkheden dat tijdreizen toch mogelijk is. Andere geleerden vinden van niet, omdat het strijdig zou zijn met het belangrijke causaliteitsprincipe.

## Tijdreizen van atomen
Kan een reis in de tijd plaatsvinden binnen hetzelfde parallelle universum waarin het object zich voor de tijdreis bevindt? Een reis is in dit geval niets meer dan het verplaatsen van atomen. Dit reizen gebeurt met als variabelen de tijd en plaats. In theorie is het aantal atomen waaruit het heelal of een parallel universum op een gefixeerd punt in de tijd is opgebouwd, een vaststaand getal.
Zou men binnen hetzelfde parallelle universum bijvoorbeeld 1 duizendste seconde terugreizen in de tijd naar dezelfde plaats, dan zou men zichzelf kunnen ontmoeten. Echter de twee lichamen zouden bestaan uit exact dezelfde atomen, met als overeenkomst dat ze afkomstig zijn uit hetzelfde parallelle universum, maar met als verschil dat ze afkomstig zijn van twee verschillende tijdstippen. Bij een reis naar een ander parallel universum doet zich hetzelfde voor, maar bestaan drie mogelijke overeenkomsten, of de objecten bestaan uit dezelfde atomen, of uit andere, of ze hebben gemeenschappelijk voorkomende atomen.
Feit blijft wel dat er binnen één parallel universum dan twee dezelfde atomen aanwezig zullen zijn. De vraag rijst dan ook of het mogelijk is dat een atoom op één punt in de tijd op twee plaatsen binnen één parallel universum kan voorkomen. Als dit onmogelijk is, lijkt ook het maken van een tijdreis onmogelijk. Stel dat tijdreizen wel mogelijk is, en zou een atoom daadwerkelijk in stoffelijke zin een tijdreis kunnen maken, dan zou volgens de relativiteitstheorie het heelal van het parallel universum waarheen het atoom reisde, een stijging geven in de hoeveelheid massa en energie. Of nu één, alle of substantiële hoeveelheden aan atomen van één parallel universum een tijdreis zouden maken, naar allemaal een tweede parallel universum, zouden in beide universa de fundamentele natuurkundige principes veranderen. Het is dan ook mogelijk dat tijdreizigers zelf, en eventuele objecten die ze meenemen op hun reis, in theorie in twee parallelle universa, hoe miniem of desastreus dan ook, de natuurkundige wetten zouden beïnvloeden.
Wil men als in bovenstaand verhaal als ruimtereiziger een ramp uit het verleden exact aanschouwen en daarvoor terugreizen in de tijd, dan moet de reis bij voorkeur binnen hetzelfde parallel universum gebeuren. In een willekeurig parallel universum kan die ramp namelijk of exact hetzelfde, of anders, of helemaal niet hebben plaatsgevonden. De kans dat de ramp eveneens heeft plaatsgevonden in een willekeurig parallel universum is aanwezig, maar kan dus ook op nul worden gesteld. De recentste schatting van het aantal bestaande parallelle universa binnen het multiversum ligt op 10500. De tijdreiziger moet bij zijn reis dan ook de beschikking hebben over een methode om niet gedurende de reis in een ongewenst parallel universum te komen, en hij moet waarschijnlijk later ook weer terug naar zijn eigen tijd en plaats.

## Achtergrond

### Paradoxen bij tijdreizen
Bij het denken over tijdreizen ontstaan vaak paradoxen zoals de grootvaderparadox. Deze kan als volgt geformuleerd worden: "Als ik terugga in de tijd en ik dood mijn grootvader voordat mijn ouders geboren zijn, hoe is het dan mogelijk dat ik besta en terug kan gaan in de tijd?". De mogelijkheid van tijdreizen zet dan ook het hele begrip van causaliteit op zijn kop. Een mogelijke oplossing volgens sommige kosmologen is dat bij iedere ingreep in een tijdlijn in het verleden een nieuwe parallelle tijdlijn ontstaat zodat er geen paradox meer is. Vanaf de ingreep bestaan er nu twee takken naast elkaar: de oorspronkelijke ongewijzigde en de nieuwe met een gewijzigd verder verloop naar de toekomst.
In het bovenstaande geval van de grootvaderparadox zou dan het volgende zijn gebeurd: Ik ga terug in de tijd. Op het moment dat ik arriveer in het verleden is er een ingreep in de tijdlijn en ontstaat er op hetzelfde moment een nieuwe parallelle tijdlijn. Zo zijn er vanaf dat moment twee tijdlijnen of parallelle universums die 'naast elkaar' bestaan in het multiversum: Een lijn waar ik in het verleden teruggereisd ben en eventueel mijn grootvader vermoord. En de 'originele' tijdlijn waar er in het verleden niets ernstigs met mijn grootvader gebeurd is zodat ik gewoon geboren ben om later naar het verleden te kunnen reizen.

### Rimpeleffect en vlindereffect
Een verschijnsel bij tijdreizen is het zogenoemde "rimpeleffect". Dat houdt in dat wanneer een tijdreiziger iets verandert in het verleden, het heden en de toekomst automatisch mee veranderen. Ook veranderen de geheugens van mensen zodat ze zich alleen de nieuwe, veranderde, gebeurtenis herinneren. Dit rimpeleffect hoeft niet altijd meteen op te treden, maar kan ook vertraagd plaatsvinden of in verschillende stappen. Doorgaans is alleen de tijdreiziger immuun voor dit effect, waardoor hij zich nog wel de originele gebeurtenis herinnert.
Een gerelateerd verschijnsel is het "vlindereffect", wat inhoudt dat een kleine, ogenschijnlijk onbelangrijke ingreep in het verleden, op lange termijn toch grote gevolgen kan hebben voor de toekomst. Hier wordt onder andere op ingespeeld in het verhaal A Sound of Thunder en de films The Butterfly Effect, Back to the Future en 12 Monkeys.

### Tijdlus
Een tijdlus is een effect verbonden met tijdreizen, waarbij gesteld wordt dat het verleden niet veranderd kan worden daar alles al vaststaat. Als een tijdreiziger teruggaat in de tijd staat vooraf al vast wat voor effect zijn aanwezigheid zal hebben op het verleden, daar het feitelijk al een keer gebeurd is. Een voorbeeld; een tijdreiziger leest in een geschiedenisboek over een ernstig ongeluk dat in een ver verleden heeft plaatsgevonden en besluit terug in de tijd te gaan om dit te voorkomen, maar eenmaal in het verleden blijkt hij door een samenloop van omstandigheden zelf de veroorzaker te zijn van dit ongeluk. Dit gegeven komt onder ander voor in de aflevering No Time Like the Past van The Twilight Zone.
Zo'n tijdlus kan leiden tot een kip-en-eiprobleem. Voorbeeld: als een tijdreiziger naar de toekomst gaat, daar een apparaat bemachtigt dat in zijn eigen tijd nog niet bestaat, dit mee terugneemt naar het verleden, en dan in het verleden het apparaat in productie neemt, wie is dan de uitvinder van het apparaat? Dit is een uitgangspunt in de Terminator-filmreeks, waarin het computernetwerk Skynet gemaakt is met behulp van technologie die door Skynet zelf vanuit de toekomst naar het verleden is gestuurd. Ook de DeLorean-tijdmachine uit Back to the Future werd voorzien van een apparaat uit de toekomst om een probleem met de machine op te lossen. Doc kocht in 2015 een reactor die de energie voor de machine kon opwekken uit huishoudelijk afval en bouwde deze in de machine in.

## Tijdreizen in fictie
Het begrip tijdreizen is altijd een inspiratiebron geweest voor fictie. Hierin gebeurt dit vaak met behulp van een tijdmachine. Het gebeurt ook wel eens met een vliegtuig of ruimteschip. In dat geval wordt dan door een wormgat gevlogen dat de tijdreiziger naar een andere tijd brengt.

### Film
Films die tijdreizen als centrale thema hebben:
- Berkeley Square (1933)
- Repeat Performance (1947)
- The Undead (1957)
- Beyond the Time Barrier (1960)
- The Time Machine (1960), The Time Machine (1978) en The Time Machine (remake uit 2002), naar de gelijknamige roman van H.G. Wells (1895)
- Planet of the Apes (1968), Beneath the Planet of the Apes (1970), Escape from the Planet of the Apes (1971), Planet of the Apes (2001)
- Slaughterhouse-Five (1972)
- Time after Time (1979)
- The Final Countdown (1980)
- Twilight Zone: The Movie (1983)
- The Terminator (1984), Terminator 2: Judgment Day (1991), Terminator 3: Rise of the Machines (2003), Terminator Genisys (2015), Terminator: Dark Fate (2019)
- Back to the Future (1985), Back to the Future Part II (1989), Back to the Future Part III (1990)
- My Science Project (1985)
- Peggy Sue Got Married (1986)
- Star Trek IV: The Voyage Home (1986), Star Trek: First Contact (1996)
- Flight of the Navigator (1986)
- Biggles: Adventures in Time (1986)
- Frankenstein Unbound (1990)
- Bill & Ted's Excellent Adventure (1989), Bill & Ted's Bogus Journey (1991)
- Les Visiteurs (1993)
- Groundhog Day (1993)
- Tangents (1994)
- Timecop (1994)
- Twelve Monkeys (1995)
- Thrill Seekers (1999)
- Lost in Space (2000)
- Frequency (2000)
- Donnie Darko (2001)
- Minority Report (2002)
- Time Changer (2002)
- Clockstoppers (2002)
- Timeline (2003)
- Primer (2004)
- The Butterfly Effect (2004)
- Harry Potter and the Prisoner of Azkaban (2004)
- A Sound of Thunder (2005)
- Kruistocht in spijkerbroek (2006), naar de gelijknamige roman van Thea Beckman (1973)
- Déjà Vu (2006)
- The Last Mimzy (2007)
- 100 Million BC (2008)
- Frequently asked questions about time travel (2009)
- The Time Traveler's Wife (2009)
- Triangle (2009)
- X-Men: Days of Future Past (2014)
- Hot Tub Time Machine (2010), Hot Tub Time Machine 2 (2015)
- Spy Kids: All the Time in the World in 4D (2011)
- Source Code (2011)
- Men in Black III (2012)
- Looper (2012)
- Edge of Tomorrow (2014)
- Predestination (2014)
- Interstellar (2014)
- ARQ (2016)
- Before I fall (2017)
- Avengers: Endgame (2019)
- Tenet (2020)

De in 1984 uitgebrachte film The Philadelphia Experiment is in dit verband extra interessant, omdat de makers beweerden dat hún script gebaseerd was op een ware gebeurtenis: in 1943 zou als gevolg van een experiment, waarbij door (grootschalige) manipulatie van magnetische velden getracht werd militaire objecten (voor radar) onzichtbaar te maken, een compleet slagschip van de Amerikaanse marine geteleporteerd zijn, en zouden twee bemanningsleden van dit schip per ongeluk via de hyperruimte in het jaar 1983 zijn beland. De in 2005 voor televisie vervaardigde driedelige Amerikaans-Britse miniserie The Triangle borduurt voort op dit verhaal (dat door de Amerikaanse marine overigens steeds in alle toonaarden is ontkend) en doet er zelfs nog een aantal flinke scheppen bovenop. Zie ook: Philadelphia-experiment.

### Televisie
- The Rocky and Bullwinkle Show (1959) - Mr. Peabody & Sherman
- The Twilight Zone (1958) - afleveringen: 
  - Once Upon a Time (1961)
  - No Time Like the Past (1963)
  - A Kind of a Stopwatch (1963)
  - A Little Peace and Quiet (1985)
  - A Matter of Minutes (1986).
- Doctor Who (1963)
- The Time Tunnel (1966)
- Star Trek (de oorspronkelijke serie) (1966) - afleveringen:  
  - The Naked Time
  - Tomorrow is Yesterday
  - The City on the Edge of Forever
  - Assignment: Earth
  - All Our Yesterdays
- Catweazle (1970)
- Galactica 1980 (1980) - aflevering Galactica Discovers Earth Part 2 and Part 3
- Voyagers! (1983)
- The Highwayman (1987) - aflevering Summer of 45
- Star Trek: The Next Generation (1987-1994)
- Quantum Leap (1989)
- The Simpsons (1989) - in aflevering Treehouse of Horror V reist Homer Simpson in het tweede segment ook terug in de tijd.
- Back to the Future: The Animated Series (1991)
- Het meisje uit het jaar 3000 (1992)
- Time Trax (1993)
- Star Trek: Deep Space Nine (1993-1999)
- Sliders (1995-1999)
- Star Trek: Voyager (1995-2001)
- Timecop (1997), tv-serie gebaseerd op de film Timecop (1994)
- Family Guy (1999)
- Futurama (1999) - in afleveringen Roswell Ends Well en The Late Philip J. Fry vormen tijdreizen ook een groot deel van de plot.
- Time Squad (2001)
- Star Trek: Enterprise (2001-2005)
- Lost (2004)
- Supernatural
- Torchwood (2006)
- Heroes (2006)
- Terminator: The Sarah Connor Chronicles (2008)
- Terra Nova (2011)
- Continuum (2012)
- Hotel 13 (2012)
- The Flash (2014)
- Timeless (2016)
- Legends of Tomorrow (2016)
- Dark (2017)
- Find Me in Paris (2018)

### Strips
- In Suske en Wiske worden heel vaak tijdreizen gemaakt, meestal via Professor Barabas' teletijdmachine.
- In het Nero-album De Rode Keizer reizen Nero en co. per tijdmachine terug naar het Oude Rome.
- De strip Aymone gaat over een jonge vrouw met een magische armband die ze niet af kan doen. Hiermee zal ze door de tijd reizen. Telkens wanneer ze in levensgevaar verkeert wordt ze door de armband in een andere tijd geplaatst.
- Het Piet Pienter en Bert Bibber-album De tijdmachine draait ook rond dit thema.
- In het album De Valstrik uit de Blake en Mortimer-reeks komt professor Mortimer in de problemen door een ontregelde tijdmachine.
- Universal War One is een zesdelige serie over een groep ruimtereizigers uit het Purgatory Squad van het UEF, die het ontstaan van een gigantische zwarte muur nabij Saturnus onderzoeken en hierbij op de grootste ontdekking van de mensheid uitkomen.
- Ook Donald Duck maakt weleens tijdreizen, meestal met door Willie Wortel uitgevonden tijdmachines.
- In de reeks Ravian en Laureline zijn Ravian en Laureline twee tijd-ruimteagenten in de "tijd-ruimtedienst".